# شهر صنعتی ایوریا
شهر صنعتی ایوریا در منطقه پیمونت واقع شده‌است و به عنوان محل آزمایش اولیوتی، تولیدکننده ماشین‌های تحریر، ماشین حساب مکانیکی و کامپیوترهای اداری توسعه یافته‌است. این مکان شامل یک کارخانه بزرگ و ساختمان‌هایی است که برای خدمات اداری و خدمات اجتماعی و همچنین واحدهای مسکونی طراحی شده‌اند. این مجموعه معماری که توسط شهرسازان و معماران برجسته ایتالیایی، عمدتاً بین دهه ۱۹۳۰ و ۱۹۶۰ طراحی شده‌است، ایده‌های جنبش جامعه (Movimento Comunità) را منعکس می‌کند و یک دیدگاه مدرن از رابطه بین تولید صنعتی و معماری را بیان می‌کند.
این شهر با نام شهر صنعتی قرن بیستم در فهرست میراث جهانی یونسکو قرار گرفته‌است. تاریخ ثبت آن در فهرست به ۱ ژوئیه ۲۰۱۸ برمی‌گردد و در چهل و دومین جلسه کمیته میراث جهانی که در ژوئن همان سال در بحرین برگزار شد، اعلام شد. مرزهای منطقه سایت در سال ۲۰۲۱ دستخوش تغییرات جزئی شد. این پنجاه و چهارمین سایت ایتالیایی یونسکو است.

## میراث
شهر صنعتی بین سالهای ۱۹۳۰ و ۱۹۶۰ توسط آدریانو اولیوتی برای شرکتی اولیوتی ساخته شد.
سایت از ساختمان‌های زیر تشکیل شده‌است:
- کارگاه‌های آموزشی ICO
- مرکز خدمات اجتماعی
- مهد کودک
- خانه محبوب بورگو اولیوتی
- نیروگاه حرارتی
- نجاری سابق
- مرکز مطالعه و تجربه اولیوتی
- غذاخوری و باشگاه تفریحی شرکت
- ساختمان سرتک سابق
- خانه‌های UCCD اولیوتی
- خانه برای مدیران
- واحد مسکونی غرب (تالپونیا)
- ویلا کاپلارو
- خانه برای خانواده‌های پرجمعیت
- خانه‌های چهار خوابگاه
- ساختمان ۱۸ اقامتگاه
- ساختمان اداری اولیوتی
- ساختمان اداری جدید اولیوتی